# Betjänten
Betjänten (originaltitel The Servant) är en brittisk dramafilm från 1963 regisserad av Joseph Losey, efter manus av Harold Pinter, som problematiserar Englands rigida klassamhälle.
Dirk Bogarde spelar en beräknande betjänt som gradvis byter plats med den unge aristokraten han arbetar hos. Oerhört dekadent i en film om makt som ofta räknas till en av Storbritanniens bästa filmer genom tiderna. Ingen distributör utomlands ville ta i filmen förrän  Abalees, Warner Bros. europarepresentant, hittade den och lyfte fram den till en succé i USA. Det kunde blivit en Oscar för Bogarde om inte amerikanerna tänkt: "It isn’t entertaining, it’s black, it’s all about LSD at the end." Bogarde sade själv om filmen "att spela rollen var lika enkelt som att ramla ur sängen".
År 1999 placerade British Film Institute filmen på 22:a plats på sin lista över de 100 bästa brittiska filmerna genom tiderna.

## Rollista i urval
- Dirk Bogarde – Hugo Barrett
- Sarah Miles – Vera
- Wendy Craig – Susan Stewart
- James Fox – Tony
- Catherine Lacey – Lady Agatha Mounset
- Richard Vernon – Lord Willie Mounset